# Außerparlamentarische Opposition
Außerparlamentarische Opposition (APO; tyska för Utomparlamentarisk opposition) var en del av den radikala studentrörelsen i Västtyskland i slutet av 1960-talet. 

## Historia
APO var inte en förenad organisation, utan en allmän beteckning på den studentdominerade proteströrelsen i Västtyskland under 1960-talet. Namnet kom från att medlemmarna inte ansåg sig få gehör i den västtyska förbundsdagen, inte minst som följd av storkoalitionen mellan SPD (socialdemokratiska partiet) och CDU/CSU (kristdemokratiska unionspartierna) 1966–1969, och istället använde sig av utomparlamentariska metoder. Inom APO verkade medlemmar i olika organisationer, bland annat Sozialistischer Deutscher Studentenbund (SDS). En av rörelsens mest kända frontfigurer var Rudi Dutschke.
Rörelsen var teoretiskt inspirerad av marxistiska tänkare som Rosa Luxemburg, Mao Zedong och Che Guevara, samt av tänkare inom den så kallade Frankfurtskolan, däribland Herbert Marcuse, Theodor W. Adorno och Max Horkheimer. APO ledde bland annat motståndet mot de undantagslagar som genomdrevs av den regerande storkoalitionen 1968, och deltog i den internationella protestvågen mot Vietnamkriget. Efter storkoalitionens upplösning 1969 ebbade rörelsen ut, även om stora delar av medlemmarna kom att fortsätta verka under andra organisationsformer.